# 熊谷川 (阿波市)
熊谷川（くまだにがわ）は、徳島県阿波市を流れる吉野川水系の河川である。

## 地理
土成町土成前田の熊谷寺付近に源を発し、そのまま同町を南流し、吉野町柿原で吉野川へ合流する。下流部で原谷川と大谷川が合流する。

## 支流
- 原谷川
- 大谷川

## 河川施設
- 熊谷川排水機場（北緯34度5分24.6秒 東経134度20分30.5秒 / 北緯34.090167度 東経134.341806度）

## 主な橋梁
上流部から記載。
- 二条橋 - 徳島県道137号土成徳島線
- 柿原橋 - 国道318号

## 流域の主な施設
- 熊谷寺 - 四国八十八箇所霊場第8番札所
- 阿波市立土成歴史館
- 阿波市立土成中学校
- 阿北自動車教習所
- 案内神社
- 徳島県立阿波高等学校
- 阿波市立柿原小学校